# Ingo Marius Friis
Ingo Marius Friis, född 7 mars 1838 på Fyn, död 5 juni 1912, var en dansk lantbrukare. 
Friis övertog 1871 arrendet av huvudgården Lindersvold vid Faxe. Han var drivande vid bildandet av kreatursavelsföreningar, som kom att få mycket stor betydelse för danskt lantbruk. Den första egentliga kreatursavelsföreningen bildade han 1884 i Roholte socken. På Själland kallades dessa föreningar för "tjurföreningar" (danska: tyreforeninger). År 1884 bildades  Jyllands första kreatursavelsförening på initiativ av Frantz Hvass. Till följd av sitt arbete tillskrivs Friis och Hvass en stor del i de framgångar som den kooperativa rörelsen fick genom kreatursavelföreningarna.